# Рудник (Тульчинський район)
Рудник — селище в Україні, у Городківській сільській громаді Тульчинського району Вінницької області.
До 2020 року орган місцевого самоврядування Вільшанська сільська рада. Населення становить 82 особи.
Засноване 1700 року.

## Назва
7 червня 1946 року хутір Ратунда Вільшанської сільської Ради отримав назву «Рудник».

## Історія
7 (20) листопада 1917 року, відповідно до Третього Універсалу Української Центральної Ради, увійшло до складу Української Народної Республіки.
12 червня 2020 року, відповідно до Розпорядження Кабінету Міністрів України від  № 707-р «Про визначення адміністративних центрів та затвердження територій територіальних громад Вінницької області», увійшло до складу Городківської сільської громади.
19 липня 2020 року, в результаті адміністративно-територіальної реформи та ліквідації Крижопільського району, селище увійшло до складу Тульчинського району.